# Сигма Возничего
Сигма Возничего (лат. σ Aurigae), 21 Возничего (лат. 21 Aurigae), HD 35186 — кратная звезда в созвездии Возничего на расстоянии приблизительно 525 световых лет (около 161 парсека) от Солнца.

## Характеристики
Первый компонент — оранжевый гигант спектрального класса K3III или K4III. Видимая звёздная величина звезды — +4,996m. Радиус — около 43,72 солнечных, светимость — около 496,169 солнечных. Эффективная температура — около 4120 К.
Второй компонент удалён на 8,7 угловых секунды. Видимая звёздная величина звезды — +11,2m.
Третий компонент удалён на 27,3 угловых секунды. Видимая звёздная величина звезды — +13,4m.
Четвёртый компонент удалён на 34,1 угловых секунды. Видимая звёздная величина звезды — +15,2m.